# آندریان آندرمات
آندریان آندرمات (به انگلیسی: Adrian Andermatt) (زادهٔ ۷ مارس ۱۹۶۹) شناگر اهل سوئیس است.